# 대전광역시의 무형문화재
대전광역시의 무형문화재는 무형문화재 중에서 대전광역시 내에 있는 문화재를 의미한다.

## 지정목록
| 번호  | 사진 | 명칭                                          | 소재지                          | 관리자 (단체)          | 지정일                                                             | 참조 |
| 1호   |      | 웃다리농악 (웃다리農樂)                       | 대전 유성구 엑스포로 216        | 류창열, 송덕수         | 1989년 3월 18일 지정                                               |      |
| 2호   |      | 대전의앉은굿 (大田의앉은굿)                   | 대전 중구 대천천서로 849-12     | 신석봉                 | 1994년 6월 7일 지정                                                |      |
| 3호   |      | 상모제작 (象毛製作)                           | 대전 중구 부사1동 412-2         |                        | 1996년 3월 27일 지정, 1998년 3월 25일 해제, 무형문화재 보유자 사망 |      |
| 4호   |      | 유천동산신제 (柳川洞山神祭)                   | 대전 중구 유천로 33번길 56      | 유천동산신제보존회     | 1997년 1월 9일 지정                                                |      |
| 5호   |      | 장동산디마을탑제 (長洞산디마을塔祭)           | 대전 대덕구 장동 625-1 산디마을 | 장동산디마을탑제보존회 | 1998년 7월 21일 지정                                               |      |
| 6호   |      | 불상조각장 (佛像彫刻匠)                       | 대전 유성구 엑스포로 624        | 이진형                 | 1999년 5월 26일 지정                                               |      |
| 7호   |      | 소목장 (小木匠)                               | 대전 중구 단재로 229번길 69     | 방대근                 | 1999년 5월 26일 지정                                               |      |
| 8호   |      | 매사냥 (매사냥)                               | 대전 중구                       | 박용순                 | 2000년 2월 18일 지정                                               |      |
| 9호   |      | 송순주 (松筍酒)                               | 대전 대덕구                     | 송순주                 | 2000년 2월 18일 지정                                               |      |
| 9-2호 |      | 국화주                                        | 대전 대덕구 동춘당로 80         | 김정숙                 | 2016년 2월 12일 지정                                               | ,    |
| 10호  |      | 연안이씨가각색편 (延安李氏家各色餠)           | 대전 중구 유천로 38번길 35      | 이만희                 | 2000년 10월 31일 지정                                              |      |
| 11호  |      | 단청장 (丹靑匠)                               | 대전 중구 용두로 38번길         | 이정오                 | 2000년 10월 18일 지정                                              |      |
| 12호  |      | 악기장(북메우기) (樂器匠(북메우기))           | 대전 유성구 엑스포로 295번길 10 | 김관식                 | 2002년 12월 30일 지정                                              |      |
| 13호  |      | 들말두레소리 (들말두레소리)                   | 대전 대덕구 신일동 1682-8       | 들말두레소리보존회     | 2002년 12월 30일 지정                                              |      |
| 14호  |      | 가곡(여창가곡) (歌曲(女唱歌曲))               | 대전 중구                       | 한자이                 | 2002년 12월 30일 지정                                              |      |
| 15호  |      | 승무 (僧舞)                                   | 대전 동구 산내로 1232           | 송재섭                 | 2004년 4월 30일 지정                                               |      |
| 16호  |      | 초고장(양중규) (草藁匠(梁仲奎))               | 대전 동구                       | 양중규                 | 2007년 3월 23일 지정                                               |      |
| 17호  |      | 판소리고법(박근영) (판소리鼓法(朴根永))       | 대전 중구 보문로 254번길 50     | 박근영                 | 2008년 4월 11일 지정                                               |      |
| 18호  |      | 악기장(가야금/표태선) (樂器匠(伽倻琴/表泰先)) | 대전 중구                       | 표태선                 | 2008년 5월 30일 지정                                               |      |
| 19호  |      | 무수동산신제 (無愁洞山神祭)                   | 대전 중구 운남로 90             |                        | 2011년 10월 28일 지정                                              |      |
| 20호  |      | 살풀이춤                                      | 대전 중구                       | 대전시청               | 2012년 5월 18일 지정                                               |      |
| 21호  |      | 입춤                                          | 대전 중구                       |                        | 2012년 5월 18일 지정                                               |      |
| 22호  |      | 판소리 춘향가                                 | 대전 중구                       |                        | 2013년 3월 15일 지정                                               |      |
| 23호  |      | 대전향제줄풍류                                | 대전 중구                       |                        | 2016년 2월 12일 지정                                               | ,    |